# Obniżenie Kodrąbskie
Obniżenie Kodrąbskie (313.217) – mikroregion obszaru Uznam i Wolin, we wschodniej części wyspy Wolin, największy wschodni mikroregion między Pojezierzem Wolińskim i Równiną Dargobądzką a cieśniną Dziwny o zróżnicowanej strukturze. Obszar stanowi wysoczyzna morenowa z ozem, a także wydmy, małe płaty lasu, pola uprawne i łąki.
Obszary morenowe zbudowane są z glin zwałowych i piasków gliniastych, podścielonych gliną. Obszar ten prawie w całości użytkowany jest rolniczo.
W środkowej części regionu leży wieś Kodrąb.